# ルキウス・コルネリウス・キンナ (紀元前32年の補充執政官)
ルキウス・コルネリウス・キンナ（ラテン語: Lucius Cornelius Cinna、紀元前77年 - 紀元前21年）は紀元前1世紀中期・後期の共和政ローマ・帝政ローマの政治家・軍人。紀元前32年に補充執政官（コンスル・スフェクトゥス）を務めた。

## 出自
キンナはエトルリアに起源を持つパトリキ（貴族）であるコルネリウス氏族の出身であるが、コルネリウス氏族はローマでの最も強力で多くの枝族を持つ氏族でもあった。
キンナの父は紀元前44年にプラエトル（法務官）を務めたルキウス・コルネリウス・キンナ、祖父はマリウス派の中心人物として執政官を4回務め、ルキウス・コルネリウス・スッラと戦ったルキウス・コルネリウス・キンナと思われる。

## 経歴
紀元前44年（カエサル暗殺年）、キンナはカエサル派のプブリウス・コルネリウス・ドラベッラの下でクァエストル（財務官）を務めた。キンナはシリアに騎兵部隊500を連れて行くことになっていたが、途中テッサリアで兵士たちはマルクス・ユニウス・ブルトゥスに寝返った（但し、これは父のことかもしれない）。
紀元前32年、正規執政官グナエウス・ドミティウス・アヘノバルブスがマルクス・アントニウスのパルティア遠征計画に参加するために離職したが、その後を継いで補充執政官に就任した。
紀元前20年代には「Arval Brethren」（豊作を祈念する聖職者の集団）の一員であったことが分かる。

## 家族
キンナはポンペイウスと3番目の妻ムキア・テルティア（クィントゥス・ムキウス・スカエウォラの娘）の間にできた娘と結婚した。彼女はファウストゥス・コルネリウス・スッラ（ルキウス・コルネリウス・スッラの息子）の未亡人であった。キンナとこの妻の間には男子が1人、女子が1人が生まれている。グナエウス・コルネリウス・キンナ・マグヌス（西暦5年執政官）とポンペイア・マグヌスである。

## 参考資料

### 古代の資料
- ルキウス・アンナエウス・セネカ『寛容について』
- カッシウス・ディオ『ローマ史』
- プルタルコス『対比列伝』
- マルクス・トゥッリウス・キケロ『ピリッピカ』

### 研究書
- Bobrovnikova T. "Scipio African" - M .: Young Guard, 2009. - 384 p. - ISBN 978-5-235-03238-5 .
- Broughton R. Magistrates of the Roman Republic. - New York, 1951. - Vol. II.
- Corpus Inscriptionum Latinarum (CIL)
- Haywood R. "Studies on Scipio Africanus" - Baltimore, 1933.
- Syme R. The Roman Revolution, Oxford Univ Pr